# Karl Reinecke-Altenau
Karl Reinecke-Altenau (* 6. Dezember 1885 in Altenau; † 30. März 1943 in Nauheim; eigentlich Karl Friedrich Martin Edmund Reinecke) war ein deutscher Maler, Oberharzer Heimatdichter und Lehrer.

## Leben

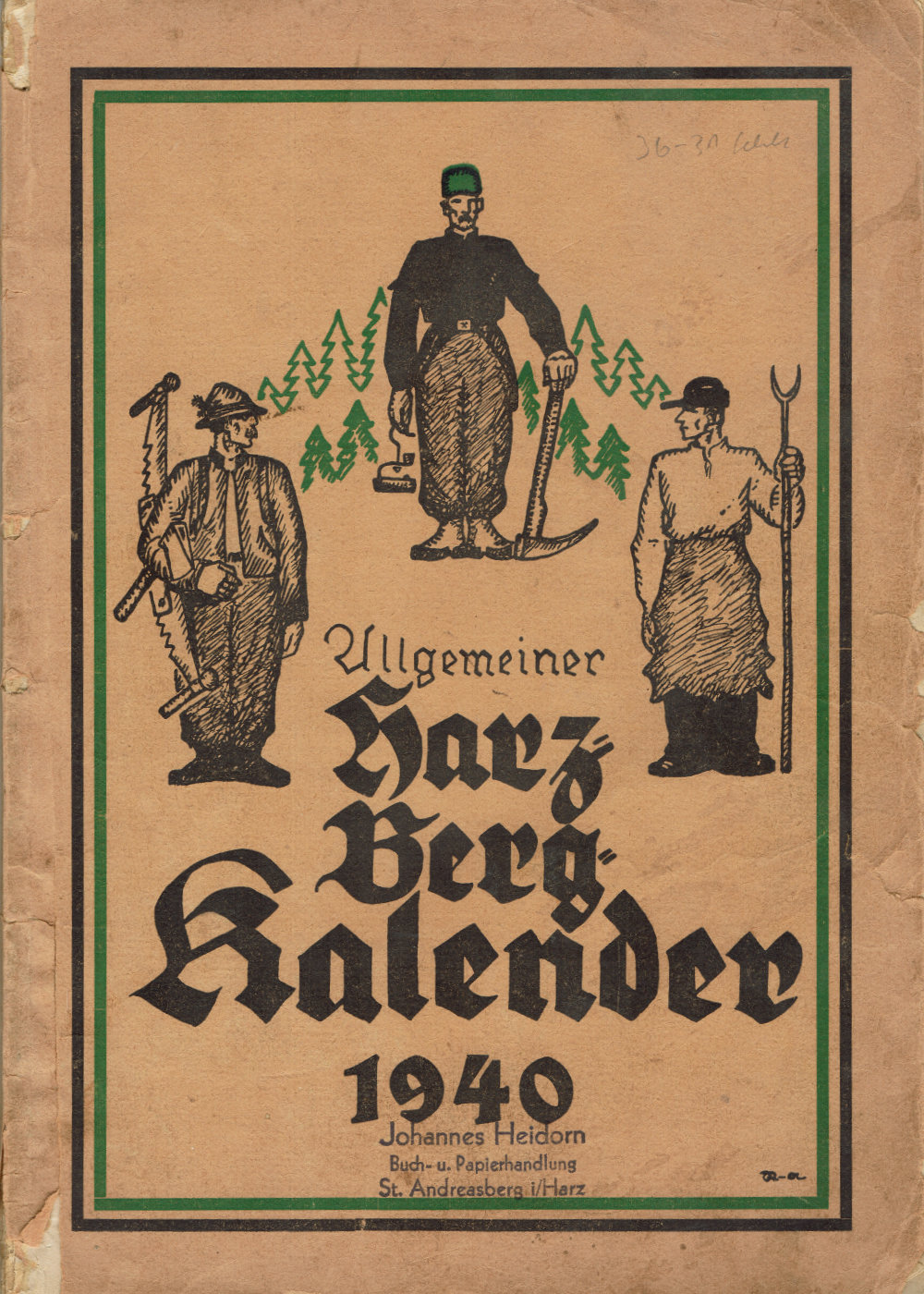
Kalender aus dem Jahr 1940

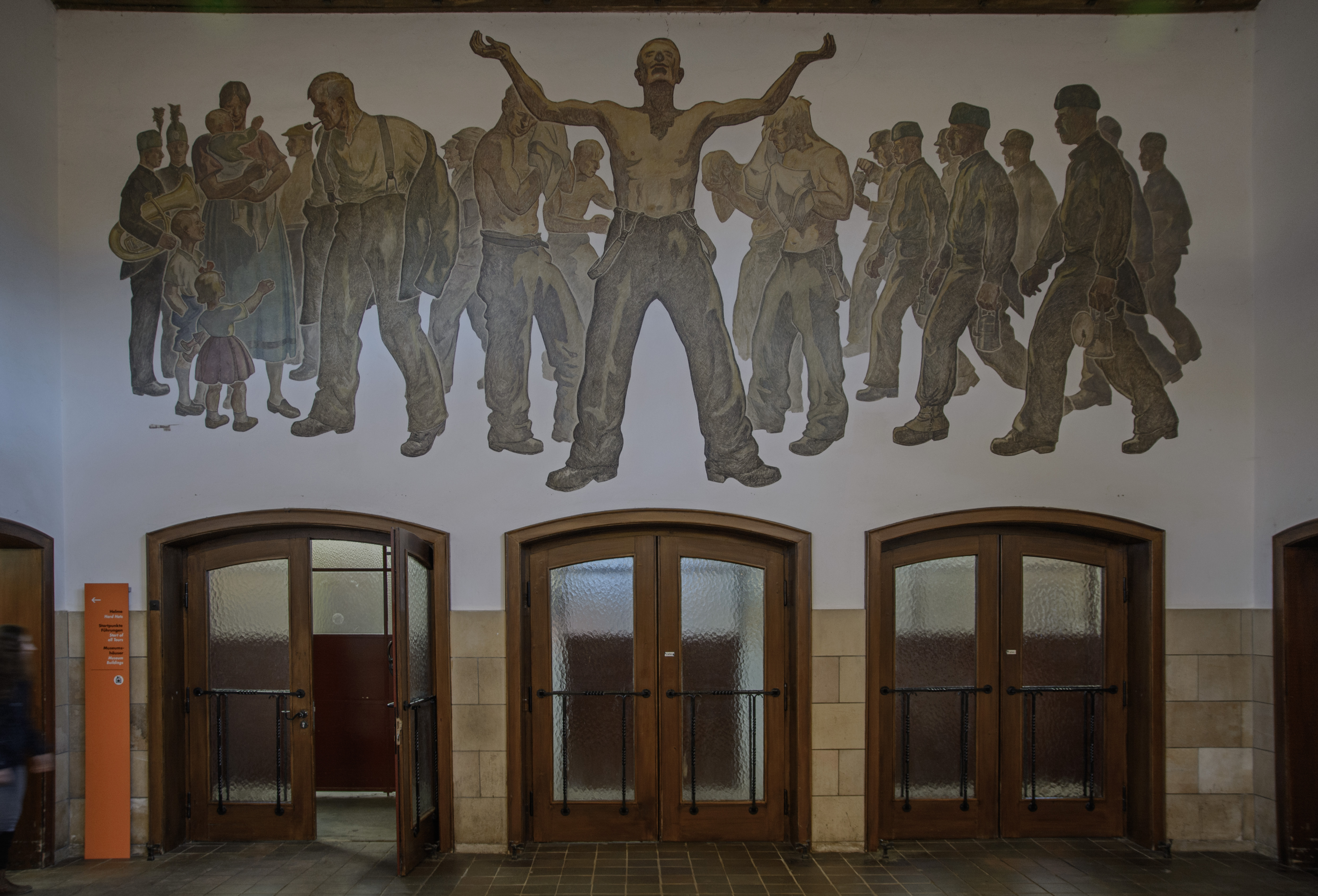
Lohnhalle Rammelsberg

Karl Reinecke wuchs während der Gründerzeit des Deutschen Kaiserreichs auf. Seine Eltern waren der Altenauer Schlachtermeister Carl Reinecke (1833–1904) und die aus Lochtum stammende Dorette Walter (1847–1935). Karl Reinecke hatte vier ältere Geschwister: Dorette Carolin Marie Reinecke (1870–1950), Wilhelm Reinecke (1873–1889), Auguste Henriette Reinecke (1876–1877) und Carl August Hermann Reinecke (1877–1952). Reinecke verbrachte seine Kindheit in Altenau. 1892 wurde er in die Volksschule Altenau eingeschult, wo er bereits erste Zeichentalente zeigte.
Nach seinem Schulabschluss absolvierte er eine Ausbildung zum Volksschullehrer am Lehrerseminar in der Lateinschule in Alfeld. In den Jahren 1900 bis 1906 war Reinecke Lehrer der Bürgermädchenschule in Clausthal. In Goslar nahm er Unterricht bei dem britischen Tiermaler Louis Henry Weston Klingender. Anschließend besuchte er die Königliche Kunstschule in Berlin. Dort wurden Zeichen- und angehende Kunstlehrer in zwei Hauptkursen auf den Unterricht an mehrklassigen Volks- und Mittelschulen sowie an höheren Schulen vorbereitet. Während dieser Zeit hielt Reinecke probeweise Kunstunterricht am Gymnasium zum Grauen Kloster in der Klosterstraße 74. Am 9. Juli 1910 legte er dort seine Abschlussprüfung ab. Im selben Jahr wurde er Lehrer in Schweidnitz (Schlesien). Am 3. Oktober 1911 heiratete er Gertrud Vahlbrauck, die Tochter seines ehemaligen Lehrers in der Altenauer Volksschule. Von 1912 bis 1932 war er Zeichenlehrer am Kaiserin-Auguste-Victoria-Gymnasium (KAVG, heute Helene-Lange-Schule) in Hannover-Linden; seine Wohnung und das Atelier befanden sich zunächst in der Posthornstraße 29 und seit dem 1. Oktober 1913 in der Blumenauer Straße 1A. Am 8. April 1912 wurde Karl Reinecke erstmals Vater. Vom 1. April 1914 bis zum 28. September gleichen Jahres ließ sich Reinecke beurlauben und besuchte die Kunstakademie in Dresden.
Von 1915 bis 1918 war er Soldat im Landsturmregimentern und dem 12. Grenadierregiment im Heimatdienst.
Am 12. November 1915 wurde in Altenau sein Sohn Karl August Reinecke geboren. Familie Reinecke zog am 16. August 1916 in die Blumenauer Straße 8 in Hannover um.

### Freischaffender Künstler 1932 bis 1942

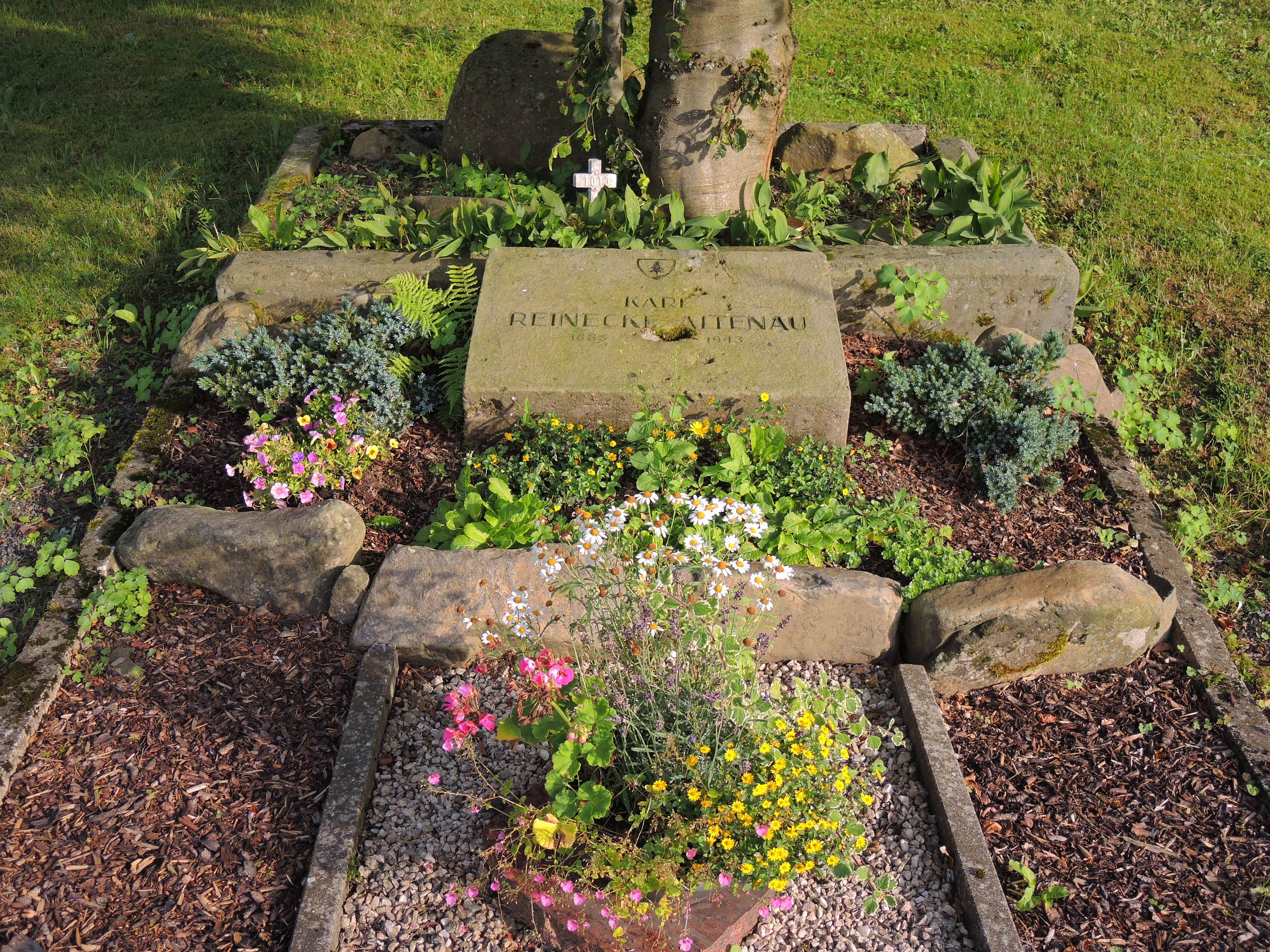
Grabstelle in Altenau

1932 schied Reinecke aus dem Schuldienst aus, um bis 1938 in seiner Heimatstadt Altenau als freischaffender Künstler zu leben.
Schon früh nahm er deutsch-völkische Vorstellungen in seinen Werken auf.
Ab den 1930er Jahren arbeitete er für NS-Organisationen, z. B. für die Deutsche Arbeitsfront. Einige NS-Symbole wurden später aus seinen Werken entfernt bzw. überstrichen, so zum Beispiel auf dem Wandbild Feierabend  der  Bergleute im Rammelsberg die SA-Mütze eines abgebildeten Mannes. Reinecke-Altenau selbst war ab dem 1. Mai 1937 Parteianwärter der NSDAP-Ortsgruppe Hannover-Linden, Mitgliedsnummer 58005 und ab dem 27. Februar 1938 Mitglied der Reichskammer der bildenden Künste, Mitgliedsnummer 31970.
Im Mai 1933 wurde auf einen Aufruf Reineckes hin der Oberharzer Heimatbund gegründet. Am Polsterberger Hubhaus zwischen Clausthal-Zellerfeld und Altenau erinnert der Karl-Reinecke-Platz daran. Am Pfingstmontag fand dort jährlich bis in die 2010er-Jahre das Pfingsttreffen des Heimatbundes statt, das seitdem im Kurpark Altenau durchgeführt wird.
Reinecke war leidenschaftlicher Radfahrer und Skiläufer.
1942 verschlechterte sich Reineckes Gesundheitszustand, so dass er ein Jahr später auf Kur nach Bad Nauheim geschickt wurde, wo er am 30. März einem Hirnschlag erlag. Reineckes Grabstätte findet sich auf dem Altenauer Bergfriedhof „Rose“.

## Werk
Reinecke schuf ein beachtliches Werk von Bildern, Skizzen, Gedichten und Heimatromanen, darunter das Deckblatt des Allgemeinen Harz-Berg-Kalenders von 1939 bis 1942, dessen Herausgeber er von 1919 bis 1942 war, sowie die zwölf Vignetten, welche die Monate dieses Kalenders bis heute schmücken. Reineckes bekanntestes Werk „Harzheimat“ erzählt von seiner Kindheit und seinen Erlebnissen in Altenau. Seine Bilder entstanden in vielseitigen Techniken. Er beherrschte die Arbeit mit Bleistift, Feder, Kohle, Tusche, Öl und Holz. So illustrierte er viele Bücher, darunter auch diverse Schulbücher und Reiseführer. Seine erste Illustration fand sich in Löns Buch „In Wald und Heide“ 1909. Zu seinen Auftraggebern während der 1920er-Jahre gehörte die Firma August Oetker, für die er Sammelbilder mit unterschiedlichen Motiven und Themen zeichnete. Insgesamt soll er 22 Serien zu je fünf Sammelbüchern erstellt haben. Reineckes letztes großes Illustrationswerk waren die Bilder zu einer biblischen Geschichte für das Religionsbuch Niedersachsen, welches 1930 erschien. Auf den Frühjahr und Herbstausstellungen des Künstlervereins Hannover stellt Reinecke von 1913 bis 1942 regelmäßig Bilder aus. Auch im Oktober 1917 stellte Reinecke seine Werke öffentlich aus. Über diese Ausstellung spricht Martin Frehse, der Schriftleiter des Hannoverschen Kuriers: 
„ ...eine künstlerische Persönlichkeit von größter Kraft ist Karl Reinecke-Altenau. Seine Schneelandschaften stehen turmhoch über so manchem, was man in dieser Art zu sehen bekommt...Reinecke ist Impressionist. Er trägt die Farben kräftig, in mäßig groben [...] Pigmenten auf und widmet übrigens ebenfalls den Lichteinwirkungen besondere Aufmerksamkeit. [...] Zweifellos ist Reinecke-Altenau einer der stärksten und selbstständigsten künstlerischen Persönlichkeiten Hannovers und sicher dürften seine Bilder[...] über Hannover hinaus auf jeder deutschen Kunstschau schönste Erfolge beschieden sein".
Reineckes Bilder erreichten im Verkauf während der Frühjahrsausstellung 1923 Spitzenpreise. Seine Werke: Bergstille (480.000 Mark), Brockengold (360.000 Mark), Waldsonne und Alte Harzbrücke (240.000 Mark).
Weiterhin schuf er Wandgemälde, welche meist Wald- und Bergarbeiter darstellten. Seine Wandgemälde finden sich heute noch unter anderem in der Lohnhalle des Bergwerks Rammelsberg in Goslar, wo er 1939 ein 8 × 3 Meter großes Relief anfertigte. Es zeigt hinter der Zentralfigur (stehender Bergmann mit erhobenen Armen und nach oben gerichteten Blick) weitere, sich waschende Bergarbeiter und im linken Teil die Rückkehr der Bergleute zu ihren Familien. Weitere Wandbilder fertigte er ein Jahr später in der Waschkaue (Berglehrling mit Käppi und das 3 × 10 Meter lange Bild „Frühstückspause im Rammelsberg“, welches acht Bergleute bei ihrer Pause zeigt). Andere Wandgemälde wurden zerstört. So zierten seine Wandgemälde Objekte im alten Torfhaus (das Haus ist 1945 abgebrannt), Hahnenklee (1937 entstanden, 2020 abgerissen) und das Kaliwerk Salzdetfurth (Bergparade).
2017 wurde das lange als verschollen geltende Gemälde „Frühling im Oberharz“ von der Arbeitsgemeinschaft „Heimatkunde der Bergstadt Altenau-Schulenberg“ zurückgekauft und anschließend in Restauration gegeben. Ein weiteres bisher namenloses Gemälde Reineckes traf 2018 bei der Arbeitsgemeinschaft ein. Anfang des Jahres 2021 konnte der „Skiläufer im Abendrot“ und 2022 der „Einsame Skiläufer“ von der Arbeitsgemeinschaft erworben werden. 2024 konnte das Heimatmuseum Reineckes „Vorfrühling im Oberharz“ aus Privatbesitz ersteigern. Das 126 × 71 cm große Bild ist eines der größten Werke des Künstlers.
Das Heimatmuseum Altenaus stellt Werke von Reinecke aus.
→ siehe auch: Liste der Werke von Karl Reinecke-Altenau

### Literarische Werke
- Harzheimat. Das Heimatbuch eines Malers. Verlag F. A. Lattmann, Goslar 1924.
- Adolf Ey: Harzerblut. Ein ernst u. schnurrig Buch. Mit Abbildungen von Karl Reinecke-Altenau. Helwing’sche Verlagsbuchhandlung, Hannover [1927].
- Die reiche Barbara. Ein Bermannsroman aus dem Oberharz. Verlag „Der Harz“, Magdeburg 1937.
- Berggeselle Behm. Bergeisen und Muskete – die Kriegsfahrten des Berggesellen Behm. Ein Roman aus der Zeit um den Dreißigjährigen Krieg. Erstausgabe. Hrsg. und Verlag: Arbeitsgemeinschaft für Heimatkunde der Bergstadt Altenau-Schulenberg e. V., Altenau 2018, ISBN 978-3-00-058913-3.
- Die Schwalben von Toledo. Kurzgeschichten und Gedichte aus dem Harzheimatland und weit darüber hinaus. Erstausgabe. Hrsg. und Verlag: Arbeitsgemeinschaft für Heimatkunde der Bergstadt Altenau-Schulenberg e. V., Altenau 2020, ISBN 978-3-00-066955-2.

## Ehrungen
Der Karl-Reinecke-Weg auf dem Altenauer Neubaugebiet Glockenberg ist ihm gewidmet.